# Texala, Veracruz
Texala är en ort i Mexiko.   Den ligger i kommunen Texhuacán och delstaten Veracruz, i den sydöstra delen av landet, 240 km öster om huvudstaden Mexico City. Texala ligger 2 029 meter över havet och antalet invånare är 133.
Terrängen runt Texala är kuperad åt sydväst, men åt nordost är den bergig. Runt Texala är det ganska tätbefolkat, med 199 invånare per kvadratkilometer. Närmaste större samhälle är Zongolica, 6,8 km nordost om Texala. I omgivningarna runt Texala växer huvudsakligen savannskog.